# Dare County
Dare County är ett administrativt område i delstaten North Carolina, USA. År 2010 hade countyt 33 920 invånare. Den administrativa huvudorten (county seat) är Manteo. 

## Geografi
Enligt United States Census Bureau så har countyt en total area på 4 046 km². 995 km² av den arean är land och 3 051 km² är vatten.  

### Angränsande countyn
- Currituck County - nord
- Hyde County - sydväst
- Tyrrell County - väst